# Cayo Norbano Balbo
Cayo o Gayo Norbano, apodado Balbo   (m. 81 a. C.) fue un político y militar romano miembro del partido mariano.

## Tribuno de la plebe
Nació probablemente alrededor del año 129 o 128 a. C. En 95 a. C., como tribuno de la plebe, acusó a Quinto Servilio Cepión de traición cuando este perdió todo su ejército frente a los cimbrios (105 a. C.) y también del saqueo del templo de Tolosa (106 a. C.). Cepión fue condenado y partió hacia el exilio a la ciudad de Esmirna.
Al año siguiente (94 a. C.), el propio Norbano fue acusado de traición por Publio Sulpicio Rufo bajo la lex Appuleia, debido a los disturbios que se provocaron a raíz del juicio de Cepión, pero la elocuencia con la que parlamentó en su defensa Marco Antonio el Orador, abuelo del triunviro Marco Antonio, con quien Norbano había servido como cuestor, le procuró la absolución.

## Pretura en Sicilia
En 90 a. C. fue pretor y en 89 a. C. como propretor en la provincia de Sicilia, Norbano tuvo éxito en la defensa de la isla frente a los aliados italianos en la guerra Social.  En 88 a. C., durante su propretura, fue en ayuda de la ciudad de Rhegium que estaba a punto de caer en manos de los samnitas e italianos que planeaban invadir Sicilia aprovechando la conmoción civil en Roma.

## Guerra civil y consulado
Durante la guerra civil entre Cayo Mario y Sila, tomó parte por el primero. Obtuvo el cargo de cónsul en 83 a. C. junto a Lucio Cornelio Escipión Asiático. Fue derrotado por Sila en la batalla del Monte Tifata cerca de Capua, cuando este, después de regresar de Grecia (y habiendo desembarcado en Brundisium), marchaba por la Campania. Las tropas recientemente reclutadas de Norbano nada pudieron hacer contra los veteranos de Sila; unos seis mil soldados de Norbano murieron mientras Sila sólo perdió setenta hombres. La batalla la sitúa Apiano en Canusium de Apulia, pero probablemente se trate de un error por Casilinum, una ciudad a orillas del Volturno. 
Al año siguiente, 82 a. C., Norbano se reunió con el cónsul Cneo Papirio Carbón en la Galia Cisalpina, pero los dos ejércitos unidos fueron derrotados completamente por Quinto Cecilio Metelo Pío en la batalla de Favencia. Esta batalla fue el golpe mortal al partido mariano en Italia. Rápidamente comenzó la deserción entre las filas de los populares. Fue traicionado por uno de sus legados, Publio Albinovano, que comandaba Ariminum e invitó a Norbano y a los principales oficiales a un banquete; el primero sospechó una traición y declinó la invitación, pero los demás aceptaron y fueron asesinados.
Norbano huyó a Rodas, donde se suicidó en medio de la plaza del mercado, mientras los líderes rodenses debatían si entregarle o no a Sila.